# Das blutrote Kleid
Das blutrote Kleid (Originaltitel: In Fabric) ist ein Horrorfilm von Peter Strickland, der September 2018 im Rahmen des Toronto International Film Festivals seine Weltpremiere feierte und am 28. Juni 2019 in die Kinos im Vereinigten Königreich kam. Im Zentrum der Geschichte des Films steht ein einzelnes, rotes Kleid, das gegenüber seinen Trägerinnen und Trägern ein feindseliges Eigenleben entwickelt.

## Handlung
In einer Stadt im Thames Valley im Jahr 1993 ist die geschäftige Winterverkaufszeit in vollem Gange. Angelockt von der Werbung, die die Januarverkäufe ankündigt, strömen Kunden in das noble Konfektionsgeschäft Dentley & Soper’s. Sheila, eine Bankangestellte, die sich vor kurzem von ihrem Ehemann getrennt hat, betritt das Geschäft gemeinsam mit ihrem Sohn Vince und dessen neuer Freundin Gwen. Sie entscheidet sich für ein atemberaubendes, rotes Kleid, was sich als eine unglückliche Entscheidung herausstellen soll. Als Sheila für das Kleid keine Verwendung mehr hat, findet das auffällige Outfit seinen Weg in einen Wohltätigkeitsladen, wo der Waschmaschinen-Mechaniker Reg Speaks es erwirbt, um es bei seinem Junggesellenabschied zu tragen, bevor er es an seine Verlobte Babs weitergibt.

## Produktion

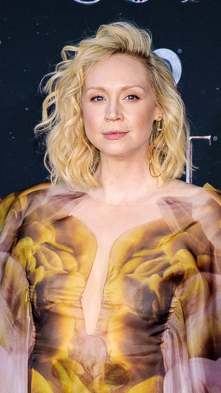
Die Britin Gwendoline Christie spielt Gwen

Der Film wurde vom British Film Institute mit Mitteln der National Lottery, BBC Films und Head Gear Films kofinanziert. Regie führte Peter Strickland, der auch das Drehbuch zum Film schrieb.
Im September 2017 wurde bekannt, dass die für einen Oscar nominierte Schauspielerin Marianne Jean-Baptiste eine Rolle im Film erhalten hatte. Weitere Schauspieler sind Hayley Squires, Leo Bill, Julian Barratt, Steve Oram, Fatma Mohamed, Jaygann Ayeh, Richard Bremmer, Sidse Babett Knudsen und Gwendoline Christie.
Die Dreharbeiten wurden im November 2017 nach einer fünfwöchigen Drehzeit im Vereinigten Königreich beendet. Als Kamerafrau fungierte Ari Wegner.
Die Filmmusik wurde von Cavern of Anti-Matter aka Tim Gane, Joe Dilworth und Holger Zapf beigetragen. Das Soundtrack-Album, das insgesamt 35 Musikstücke umfasst, wurde im Mai 2020 von Duophonic als Download veröffentlicht.
Der Film wurde im September 2018 im Rahmen des Toronto International Film Festivals erstmals gezeigt. Ebenfalls im September wurde er beim Festivals Internacional de Cine de San Sebastián vorgestellt, hiernach beim Zurich Film Festival und beim Fantastic Fest und im Oktober 2018 beim Sitges Film Festival und beim London Film Festival.  Im Oktober 2018 wurde er im Rahmen der Viennale gezeigt. Die deutsche Premiere des Films erfolgte im November 2018 beim Heimspiel Filmfest in Regensburg. Von Ende April bis Anfang Mai 2019 wurde der Film beim Tribeca Film Festival gezeigt, hiernach beim Montclair Film Festival. Am 28. Juni 2019 kam der Film in die Kinos im Vereinigten Königreich. Im August 2019 erfolgte eine Vorstellung beim Melbourne International Film Festival, ebenso beim Sarajevo Film Festival. Die weltweiten Vertriebsrechte des Films liegen bei Bankside Films. Nach der Vorstellung des Films in Toronto sicherte sich A24 die Vertriebsrechte für Nordamerika. Im Oktober 2019 wurde er beim Unabhängigen FilmFest Osnabrück gezeigt.

## Rezeption

### Kritiken
Der Film stieß bislang auf die Zustimmung von 91 Prozent aller Kritiker bei Rotten Tomatoes und erreichte hierbei eine durchschnittliche Bewertung von 7,4 der möglichen 10 Punkte. Bei Metacritic erhielt der Film einen Metascore von 81 von 100 möglichen Punkten.
Peter Debruge von Variety meint, Das blutrote Kleid fühle sich wie eine maßgeschneiderte Hommage an frühere ultra-stilisierte italienische Thriller an und verfüge über einen ganz eigenen Sinn für Humor und dank der modularen Synthesizer-Gruppe Cavern of Anti-Matter über einen abgefahrene, anders-dimensionale Atmosphäre. Für Fans von Argentos einzigartig exzentrischem Klassiker, über eine Tanzakademie, die als Vorwand für einen Hexenzauber dient, könnte Das blutrote Kleid der erhoffte Film sein, der dieses Konzept in ein surreales Kaufhaus umsetzt, so Debruge. Weiter merkt der Filmkritiker an, man tue gut daran, sich seine Begräbnisstätte auszusuchen, wenn man sich für das Kleid entscheidet, der Film erkläre jedoch nie, wie Sheilas Kauf verflucht wurde oder ob alle Kleider, die in diesem gottverlassenen Kaufhaus verkauft werden, ähnlich gefährlich sind. Stattdessen konzentriere sich der Film auf dieses eine “arterienrote” Gewand, in dessen Saum die seltsame Botschaft “You who wear me will know me” (engl. für etwa “Du, der mich trägt, wirst mich verstehen”) eingestickt ist. Obwohl Das blutrote Kleid den Kapitalismus nicht direkt verurteile, sei es schwer, die Aussage, die der Film über die fast hypnotische Anziehungskraft des Einzelhandels macht, oder die Art und Weise, wie er die Hoffnungen, die wir auf ein neues Outfit setzen, zu übersehen, so Debruge. Zudem sei es kein Zufall, dass die Umkleideräume von Dentley & Soper’s als “Transformationssphäre” bezeichnet würden, und dass das Anprobieren des Kleides für Sheila eine fast ekstatische Erfahrung ist.
Susanne Gottlieb vom Online-Kinomagazin Uncut.at erklärt, Strickland konzentriere sich in seinem Film nicht auf die klassischen übernatürlichen Horrorfilmelemente wie der logischen Erklärung warum das Kleid verwunschen ist und ob alle Kleidungsstücke in dem mysteriösen Laden ähnliches bewirken: „Viele Fragen bleiben auch bis zum Schluss unbeantwortet. Welche Rolle spielen die Verkäuferinnen, warum sind die Puppen anatomisch korrekt mit Vaginas ausgestattet, ist Konsum einfach nur ein Liebesakt mit Materialismus und was ist die Motivation des Kleides. Doch konkrete Antworten hat der Film gar nicht nötig. Er lebt von seinem grellen Look, den überzeichneten Charakteren und seinem scharfen Sinn für Humor. Wer danach noch mit ruhigem Gewissen einkaufen möchte, der sei herzlich dazu eingeladen.“

### Auszeichnungen (Auswahl)
British Independent Film Awards 2019
- Nominierung für das Beste Drehbuch (Peter Strickland)
- Nominierung für das Beste Casting (Shaheen Baig)
- Nominierung für die Beste Kamera (Ari Wegner)
- Nominierung für die Besten Kostüme (Jo Thompson)
- Nominierung für die Besten visuellen Effekte (Paul Mann)
- Nominierung für das Beste Make-Up & Hair Design (Emma Scott)
- Nominierung für die Beste Filmmusik (Cavern Of Anti-Matter)
- Nominierung für die Beste Ausstattung (Paki Smith)
- Nominierung für den Besten Sound (Martin Pavey)[24]

Festival Internacional de Cine de Mar del Plata 2018
- Nominierung als Bester Film im internationalen Wettbewerb (Peter Strickland)
- Nominierung für den Besten Schnitt (Matyas Fekete)
- Auszeichnung mit dem ACCA Jury Prize (Peter Strickland)

Festival Internacional de Cine de San Sebastián 2018
- Nominierung für die Goldene Muschel (Peter Strickland)

International Istanbul Film Festival 2019
- Nominierung für die Goldene Tulpe[25]

London Film Festival 2018
- Nominierung als Bester Film im offiziellen Wettbewerb (Peter Strickland)[26]

Sitges Film Festival 2019
- Auszeichnung mit dem Méliès d’Or als Bester Spielfilm[27]